# Эден, Вибке
Вибке Эден (нем. Wiebke Eden; род. 19 января 1968, Евер, ФРГ) — немецкая писательница и журналист. Автор романа «Время красных фруктов» (нем. Zeit der roten Früchte), изданного в 2008 году.

## Биография
В 1988 году была принята на работу в качестве стажёра в газету «Еверский еженедельник» (нем. Jeversches Wochenblatt). Впоследствии, в этом издании она работала редактором. В 1990 году получила «Молодёжную премию сельскохозяйственной палаты Везер-Эмса».
В 1991—1996 годах изучала германскую филологию и педагогику в Ольденбургском университете им. Карла фон Осецкого, который окончила со степенью магистра. Работала внештатным корреспондентом в ряде изданий. Читала лекции и вела семинары в сфере образования для взрослых. В 1995 году за журналистскую деятельность была удостоена премии пресс-клуба Бремерхафена.
Дебютировала с книгой «Не бойся великих эмоций. Одиннадцать портретов немецких писателей» (нем. Keine Angst vor großen Gefühlen — Elf Porträts deutscher Schriftstellerinnen), изданной в Берлине в 2001 году. В 2008 году в Гамбурге был издан её первый роман «Время красных фруктов» (нем. Zeit der roten Früchte). Произведение было создано писательницей на основе биографии её двоюродной тёти. Это история немки по имени Грета, чья молодость пришлась на время прихода нацистов к власти в Германии и Вторую мировую войну. Грете двадцать лет в начале романа. Она работает кухонной помощью в туристическом ресторане и там узнает свою первую любовь. Грета беременеет, но не хочет выходить замуж за отца ребёнка. Позже встречает мужчину в портовом баре, за которого она выходит замуж в конце романа. Подобно Элен в романе Джулии Франк «Полуденная женщина», Грета имеет отдаленные отношения со своим ребёнком.